# Гнездовица
Гнездовица или кокошка (лат. Neottia nidus-avis) је врста орхидеје. Ова биљка не врши фотосинтезу, на шта упућује и њена боја. То је сапрофитна биљка која у корену има развијену ендотрофну микоризу са гљивом Rhizoctonia neottiae (Burgeff).

## Опис биљке
Ризом је хоризонталан са већим бројем меснатих и гнездасто испреплетаних коренова.
Стабло је дебело и меснато и на њега прилежу и обавијају га љуспасти листови.
Цваст чини неколико цветова који су при врху збијени, а при дну више размакнути. Цветови су 1,5-2 cm дуги, без оструге су и миришу на мед.
Плод је чахура са већим бројем семена, која заједно са стаблом остаје сува све до идућег лета.

## Варијације
- - стабљика и други делови биљке су углавном голи;
- - боја биљке другачија, а горњи део стабла и плодници жлездасто длакави;
- - цела биљка је светложута или чак бела;
- - цела биљка снежнобела;
- - биљка је сумпорножуте боје по чему је и добила назив.

## Станиште
Најчешће расте у буковим шумама, али је има и у шуми храста китњака и граба. Расте појединачно или у мањим групама на сеновитим местима и свежем, хранљивом, растреситом, хумусном земљишту.

## Ареал
Расте у Европи, северозападној Малој Азији, на Криму и Кавказу.